# Plazenta (Botanik)

a Parietale (Querschnitt)
b Zentralwinkelständige (Querschnitt)
c zentrale Plazentation (Längsschnitt)

Die Plazenta ist bei den Bedecktsamigen Pflanzen die Stelle, an der die Samenanlage mit ihrem Stiel (Funiculus) am Fruchtblatt angewachsen ist. Die Lage der Plazenta im Fruchtknoten bzw. im Fruchtblatt ist für systematische Unterscheidungen von Pflanzen sehr wichtig.

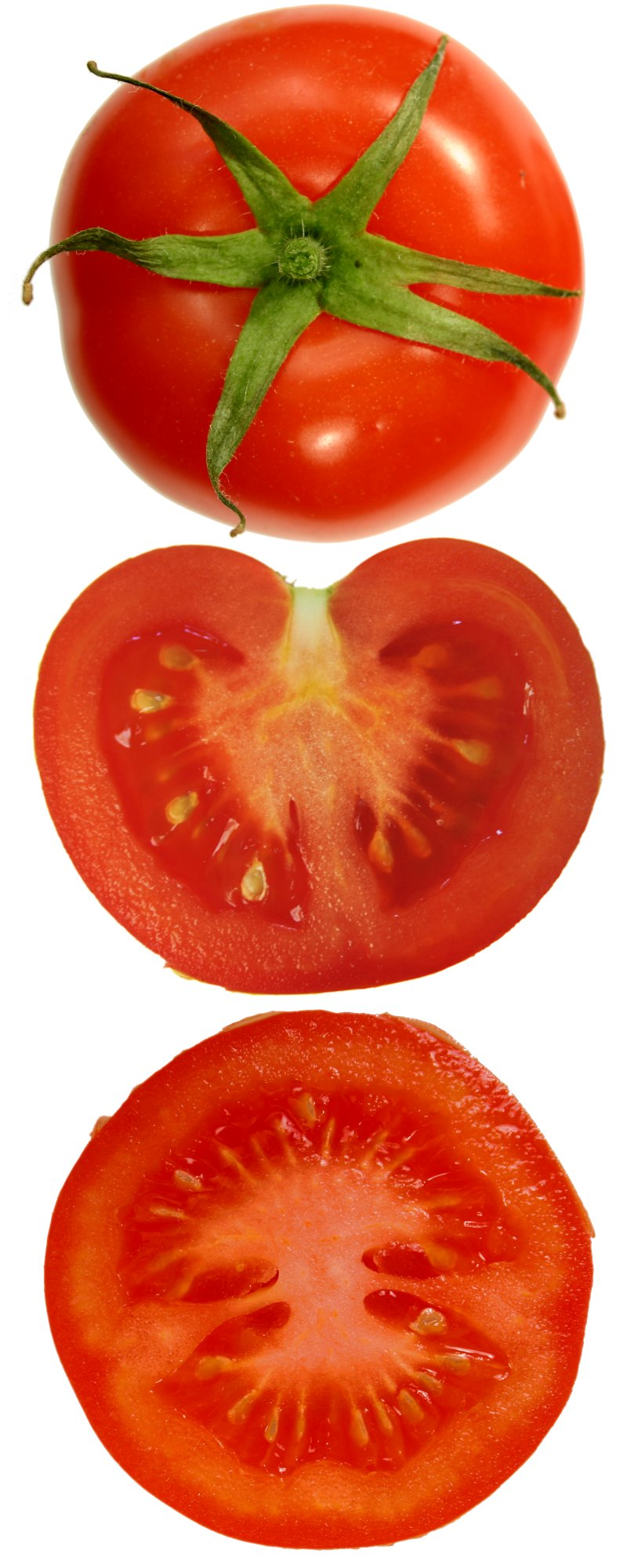
Tomate längs und quer aufgeschnitten. Die Plazenta hebt sich hellrosa hervor.

Die Anordnung der Samenanlagen am Fruchtblatt bzw. im Fruchtknoten nennt man Plazentation. Die Samenanlagen stehen stets an der adaxialen Seite des Fruchtblattes. Bei ursprünglichen Arten ist die Ansatzstelle nicht oder kaum vom Rest des Fruchtblattes unterschieden, die Plazenta ist dann schlicht eine Stelle. Bei den meisten Arten ist die Ansatzstelle jedoch ein erhobenes Polster oder eine Längsrippe, oder eine komplexe Gewebestruktur, die mit den Samenanlagen den ganzen Fruchtknoten ausfüllen kann.

## Stellung zu den Fruchtblättern oder im Fruchtknoten
In einzelnen Fruchtblättern und verwachsenen (coenokarpen) Fruchtknoten gibt es mehrere Arten der Plazentation:
- Laminale, laminare oder superfizielle, flächenständige Plazentation (mit und ohne Scheidewände): hier sitzen die Samenanlagen auf der Innenfläche des Fruchtblattes, also an der Fruchtknoten- und/oder Septenscheidewand. Die laminale Plazentation wird als ein ursprüngliches Merkmal angesehen und kommt bei Butomus, Hydrocharis und Nymphaea vor.
- Marginale, randständige Plazentation (mit und ohne Scheidewände): hier sitzen die Samenanlagen in Reihen am Rand des Fruchtblattes, nahe der Nahtstelle der Fruchtblattränder. Da die Samenanlagen nie ganz am Rand stehen, ist ihre Stellung eigentlich submarginal, die Bezeichnung marginal ist jedoch weit verbreitet. Bei den Vertretern der Degeneriaceae und Winteraceae gibt es Übergangsformen von laminaler zur marginalen Plazentation.
- Parietale, wandständige Plazentation gibt es bei Fruchtknoten mit (paretial-septate; einige Mittagsblumengewächse) und ohne Septen (Zwischenwände). Die Ränder der Fruchtblätter mit den Plazenten reichen mehr oder weniger weit in diese Höhlung hinein. Die Form kommt etwa bei den Kürbisgewächsen vor.
- Samenanlagen mittelständig (zentral)
  - Zentralwinkelständige, (Achsenständige) (axile) Plazentation (mit Scheidewänden) entsteht, wenn mehrere synkarpe Fruchtblätter eine mittige Plazentation besitzen. Die Samenanlagen stehen dann, bei mehr als zwei Kammern, in den Winkeln, in den zentralen Ecken der Scheidewände des Fruchtknotens. Bei nur zwei Kammern stehen sie an einer mittigen Säule in der Scheidewand. Sie wird als eine ursprüngliche Form der Plazentation angesehen und ist weit verbreitet.
    - möglich ist auch eine falsche-zentralwinkelständige Plazentation wie bei den Cucurbitaceae, hier wachsen die parietalen Plazenten in die Mitte hinein und treffen sich manchmal in der Mitte.[1]

  - Zentrale, (axilläre, frei-zentral) Plazentation (ohne Scheidewände), hier befinden sich die Plazenten an einer Einwachsung oder einer Mittelsäule, die von unten in den Fruchtknoten ragt. Sie kommt im Wesentlichen bei zwei Sippen vor, wo sie jedoch unterschiedlich entsteht: bei den Primelgewächsen entsteht die Mittelsäule unabhängig von den Fruchtblättern aus dem Zentrum des Blütenscheitels. Bei den Nelkengewächsen sind in jungen Fruchtknoten noch die Septen wie bei der zentralwinkelständigen Plazentation vorhanden, lösen sich jedoch im Laufe des Wachstums auf, sodass im reifen Fruchtknoten von den Septen lediglich die Mittelsäule übrig ist. Man kann hier auch von einer achsenständigen Stellung sprechen, besonders dann wenn die Säule durchgängig verläuft.
- Basale, basiläre: Bei Arten mit reduzierter Samenanlagenzahl steht die einzelne Samenanlage häufig am unteren Ende des Fruchtblatts und entspringt dabei scheinbar der Achse, in Wirklichkeit jedoch dem Fruchtblatt. Beispiele sind Anemone oder Potentilla sowie die Polygonaceae.
- Eine einzelne Samenanlage kann selten auch am oberen Ende hängen: apikal bzw. subapikal des Fruchtblattes stehen; einige Kürbisartige.[2]

Die Scheidewände können jeweils sowohl von echten oder falschen als auch von unvollständigen gebildet werden.
Möglich sind auch Mischformen wie bei den überlagerten Samenanlagen des Granatapfels, sowie paretial-axile; in den Ecken der Scheidewände zur Fruchtknotenwand eines mehrkammerigen Fruchtknotens (Kreuzblütler) oder apikal-axile; oben in den Fächerecken eines mehrkammerigen Fruchtknotens (Doldenblütler).
Bei den Cactaceae ist meist eine spezielle „Hypanthiale Plazentation“ ausgebildet. Weil hier die Septen nur kurz leistenartig, oben im Fruchtknoten ausgebildet sind. Also die übliche (basal-)paretiale Plazentation ist hier dann unten becherförmig, verteilt im Fruchtknoten angeordnet und sie hat meist keine Verbindung mit den Septen.
Von einigen Autoren wird noch unterschieden, ob bei einer Plazenta die Samenanlagen in einer oder mehreren Längserien bzw. in unklarer Ordnung (linear oder diffus) angeheftet sind.
Die Begriffe werden von verschiedenen Autoren manchmal etwas unterschiedlich verwendet.